# Fórmula Renault 1.6 Bélgica
La Fórmula Renault 1.6 Bélgica fue un campeonato de Fórmula Renault disputado en Bélgica entre los años 2003 a 2007 en circuitos belgas. Estaba organizada por el Royal Automobile Club of Belgium.

## Campeones
| Año                          | Piloto                       | Escudería                    |
| Fórmula Renault 1600 Bélgica | Fórmula Renault 1600 Bélgica | Fórmula Renault 1600 Bélgica |
| ---------------------------- | ---------------------------- | ---------------------------- |
| 2003                         | Jérôme d'Ambrosio            | Bandera de ?                 |
| 2004                         | Maxime Soulet                | Bandera de ?                 |
| Fórmula Renault 1.6 Bélgica  |                              |                              |
| 2005                         | Pierre Sevrin                | Bandera de ?                 |
| 2006                         | Craig Dolby                  | Thierry Boutsen Racing       |
| 2007                         | Karline Stala                | Racing Experience            |

- Datos: Q5646857